# Rex Gildo
Rex Gildo (Straubing, 2 juli 1936 – München, 26 oktober 1999) was een Duitse acteur en schlagerzanger. Zijn echte naam is Ludwig Franz Hirtreiter.

## Biografie
Gildo wist al snel dat hij acteur wilde worden, na enkele kleine rollen speelde hij, als Alexander Gildo, in 1958 samen met Conny Froboess de hoofdrol in de film Hula-Hopp, Conny.
In 1959 ging ook zijn muzikale carrière van start bij platenfirma Electrola, hier bedacht hij zijn nieuwe naam Rex Gildo. Hij zong vaak met vrouwen aan zijn zijde zoals Conny Froboess, Angèle Durand en Vivi Bach. Maar vooral aan de zijde van Gitte Hænning behaalde hij grote successen, en samen werden ze het droompaar uit de jaren 1960. Ook zijn filmcarrière liep op rolletjes, hij draaide zo'n 30 films. Een van zijn grootste hits was Vom Stadtpark die Laternen aan de zijde van Hænning.
In 1969 nam hij deel aan de wedstrijd Ein Lied für... en hoopte zo naar het Eurovisiesongfestival te mogen. Er waren drie deelnemers die elk drie liedjes zongen, hij werd derde achter Siw Malmkvist en Peggy March. Drie jaar later had hij een wereldhit met het liedje van Ralph Siegel Fiesta Mexicana dat ook wel bekend is als Hossa, hossa.
In de jaren 1980 taande zijn succes, maar bij zijn trouwe aanhang was hij nog steeds populair. Hij moest gaan optreden voor een kleiner publiek, en er zijn vermoedens dat hij aan pillen en alcohol verslaafd was. Later volgde een rechtszaak omdat hij dronken op het podium stond. Zijn Sonnyboy-imago raakt beschadigd als er geruchten opduiken dat hij een homoseksuele relatie zou hebben met zijn privésecretaris, Dave Klingenberg.
Op 23 oktober 1999 was zijn laatste optreden. In Bad Vilbel in een meubelboulevard voor 3000 bezoekers. Diezelfde avond viel hij uit het raam van zijn appartement te München, drie dagen later overleed hij aan zijn verwondingen. Er wordt nog steeds gespeculeerd over de val. Was het ruzie met zijn manager of was het zelfmoord?
Sinds 1974 was hij met zijn nicht Marion getrouwd. Ze hadden een huis in Bad Feilnbach, waar zij meestal woonde, en een huis in München, waar hij verbleef. Het huwelijk bleef kinderloos, Marion had twee keer een miskraam. Na zijn dood bleven er geruchten omtrent zijn vermeende homoseksualiteit.
Gildo werd begraven aan de Ostfriedhof in München naast zijn manager en vriend Fred Miekley. Gildo werd 63 jaar.

## Discografie
Zie ook Discografie van Rex Gildo